# Holymoorside and Walton
Holymoorside and Walton är en civil parish i Storbritannien.   Den ligger i distriktet North East Derbyshire i grevskapet Derbyshire i England, i den södra delen av landet, 210 km norr om huvudstaden London.